# Domínio de Takada
Domínio de Takada (高田藩, Takada han), também conhecido como Domínio de Takata, foi um Han do Período Edo da História do Japão. Localizava-se na Província de Echigo na atual Niigata.
O clã que perdurou mais tempo na região foi o clã Sakakibara instalados no Han como fudai com renda de 150.000 koku em 1741, conservaram até a Restauração Meiji em 1868. Após o qual o líder dos Sakakibara ganhou o título de Shishaku (Visconde) pelo Kazoku.

## Lista de Daymos
- -- Clã Matsudaira (Tokugawa) - (shinpan, 600.000 koku)[3]

1. Matsudaira Tadateru

- -- Clã Sakai -- (fudai,  100.000 koku)

1. Sakai Ieji
2. Sakai Tadakatsu

- -- Clã Matsudaira (Echizen) - (shinpan, 250.000 koku)[3]

1. Matsudaira Tadamasa (1618-1623)
2. Matsudaira Hikari-Cho,  filho mais velho de Matsudaira Tadanao

- -- Clã Inaba - (fudai,  100.000 koku)[3]

1. Inaba Masayuki

- -- Clã Toda - (fudai,  60.000 koku)[3]

1. Toda Tadazane

- -- Clã Matsudaira (Hisamitsu) -- (fudai,  110.000 koku)[3]

1. Matsudaira Sadashige
2. Matsudaira Sadamichi
3. Matsudaira Sadateru
4. Matsudaira Sadanori
5. Matsudaira Sadakichi

- -- Clã Sakakibara - 1741 - 1868 (fudai,  110.000 koku)[3]

1. Sakakibara Masanaga
2. Sakakibara Masaatsu
3. Sakakibara Masaki
4. Sakakibara Masakiyo
5. Sakakibara Masachika
6. Sakakibara Masataka